# Vaginalna gljivična infekcija
Vaginalna gljivična infekcija ili vaginalna kandidijaza je kvasna infekcija uzrokovana prekomernim rastom normalne flore vaginalnog sekreta, pretežno Kandide albikans. Ovaj prekomerni rast može biti uzrokovan sistemskim antibiotskim tretmanom u sklopu drugih infekcije ili može biti pogoršan imunosupresijom (npr HIV infekcija ili AIDS) ili šećernom bolešću. Jedna je jod najčešćih infekcija koja uglavnom zahvata vaginu i vulvu, pretežno kod polno aktivnih žena. Njena klinička slika se karakteriše iritacijom vagine, intenzivnim svrabom i  vaginalni sekretom. Iako se radi o infekciji, ova bolest se ne smatra polno prenosivom, mada se može širiti i putem oralno-genitalnog kontakta. Ako se gljivična upala vagine širi i na spoljne genitalije tada najčešće dolazi do razvoja vulvovaginitisa.
Lečenje antimikoticima je obično uspešno, osim kod periodičnih infekcija koje se mogu javiti četiri ili više puta u jednoj godini. U tom slučaju, potrebna je duža terapija.

## Alternativni nazivi
Gljivična infekcija rodnice — Kvasna infekcija vagine — Vaginalna kandidijaza — Vaginalna monilijaza

## Relevantna anatomija vagine
Vagina je funkcionalni deo ženskog reproduktivnog organa. Ona se proteže od spoljašnje vulve do grlića materice i nalazi se unutar karlice, ispred rektuma i zadnje strane mokraćne bešike.
Vagina leži pod uglom od 90° u odnosu na matericu i fiksirana je pomoću endopelvične fascije i ligamenata. To je potencijalni prostor koji se lako rasteže.
Vaginalna sluzokoža je sa smeštena u naborima, koji njeno širenje, tokom poroda i koitusa.
Strukturu vagine čini mreža vezivnog, membranskog i erektilnog tkiva.
Sfinkter uretra i poprečni perinealni mišići, perinealna membrana i karlična dijafragma podržavaju vaginu.

## Epidemiologija
Ova bolest se u proseku javlja kod 75% žena tokom života, a kod većine žena i dva ili više puta. Kandidijaza čini oko 35% svih vaginitisa, a u 10% slučajeva predstavlja trajni problem.
Vaginalna gljivična infekcija se retko javlja pre puberteta i u perimenopauzi kada je upala znatno tvrdokornija.
Trudnoća
Zbog povećanja koncentracije hormona, povećanja lokalnog glikogena, promena vaginalne flore, incidencija vaginalne gljivične infekcije tokom trudnoće je i do dva puta veća u odnosu na ostalu populaciju žena.

## Etiologija
Vaginalnu gljivična infekciju, pretežno izaziva mikrogljiva iz roda Candida koja se uobičajeno nalazi na koži, u organima za varenje, genitalnom traktu, ustima i grlu. Najčešći uzročnik u 85—90% slučajeva je Candida albicans, ali ovaj procenat se iz godine u godinu smanjuje u korist drugih vrsta Candide (Candida tropicalis, Candida glabrata, Candida particulary, Candida crusei itd.). U više od 70% slučajeva ovi ne-albikansni sojevi povezani su sa rezistencijom na standardne antimikotike i flukonazol. Naročitu rezistenciju su pokazali specifični sojevi Candida glabrate.
Cervikalna i vaginalna sekrecija predstavljaju poslednju liniju odbrane od ascendentnog puta širenja infekcije kod žena. Do infekcije, dolazi zbog prekomernog razmnožavanja i širenja gljivica u uslovima narušene ravnoteža između rasta i razmnožavanja gljivične i bakterijske flore u organizmu žene koja reguliše njeno razmnožavanje. Tada dolazi do razvoja infekcije, koja može da zahvati kožu, nokte, usnu šupljinu i polne organe.
Predispozicija
Na nastanak rekurencije i rezistencije utiču mnogi faktori kao što su:
- genotipovi candide,
- pad imuniteta (posebno kod bolesnica sa AIDS-om,
- neregulisana hiperglikemija (šećerna bolest),
- upotreba oralnih kontraceptiva,
- dugotrajna i/ili nekontrolisana upotreba antibiotika,
- trudnoća,
- Nakon lečenja kortikosteroidima

U određenim slučajevima pojava bolesti se ne može vezati ni za jedan poznati uzroka.

## Klinička slika
Kliničku sliku karakterišu sledeći znaci i simptomi:
- Abnormalni vaginalni iscedak — koji može biti u rasponu od blago vodenastog, belog pražnjenja do gustog, beličastog i zrnastog iscedka (poput svežeg sira).
- Svrab i peckanje vagine i vulve
- Bol u toku polnog odnosa
- Bolno mokrenje
- Crvenilo i oticanje kože izvan vagine (zbog pratećeg vulvitisa).[11]

## Dijagnoza
Dijagnoza se postavlja na osnovu — anamneze, kliničkog pregleda ginekologa i mikroskopske identifikacije uzročnika.

## Terapija
Terapija mora biti individualna i uključuje korišćenje lokalnih i oralnih antimikotika do prestanka simptoma, a potom se propisuju doze održavanja, koje mogu biti intermitentne ili kontinuirane.
| Generički naziv i sastav                    | Fabrički naziv         | Način upotrebe                                   |
| ------------------------------------------- | ---------------------- | ------------------------------------------------ |
| Butokonazol 2% krema                        | Femstat 3, Mycelex-3   | 5 g dnevno intravaginalno 3 dana * †             |
| Klotrimazol 1% krema                        | Mycelex-7              | 5 g dnevno intravaginalno 7 do 14 dana * †       |
| Clotrimazole 100 mg vaginalne tablete       | Gyne-Lotrimen, Mycelex | Jedna tableta dnevno intravaginalno 7 dana       |
| Clotrimazole 100 mg vaginalne tablete       |                        | Dve tablete dnevno intravaginalno 3 dana         |
| Klotrimazol 500 mg vaginalne tablete        | Mycelex-G              | Jedna tableta intravaginalno u jednoj aplikaciji |
| Mikonazol 2% krema                          | Monistat 7             | 5 g dnevno intravaginalno 7 dana                 |
| Miconazole 200 mg vaginalne supozitorije    | Monistat 3             | Jedna supozitorija dnevno 3 dana                 |
| Miconazole 100 mg vaginalne supozitorije    | Monistat 7             | Jedna supozitorija dnevno 7 dana                 |
| Nistatin 100.000 jedinica vaginalne tablete | Mikostatin             | Jedna tableta dnevno intravaginalno 14 dana      |
| Tiokonazol 6,5% masti                       | Vagistat-1             | 5 g intravaginalno u jednoj aplikaciji           |
| Terconazole 0,4% krema                      | Terazol 7              | 5 g dnevno intravaginalno 7 dana                 |
| Terconazole 0,8% krema                      | Terazol 3              | 5 g dnevno intravaginalno 3 dana                 |
| Terconazole 80 mg vaginalne supozitorije    | Terazol 3              | Jedna supozitorija dnevno 3 dana                 |

## Prevencija
Problem vaginalne kandidijaze zahteva individualni pristup, sa sagledavanjem svih faktora rizika i pratećih fizioloških stanja ili bolesti pacijentkinje. Kako bi se to postiglo i time sprečila pojava kandidijaze i uspešno lečio vaginalni iscedak, žena treba da sprovede sledeće mere:
- Drži genitalnu oblast čistom i suvom uz maksimalno izbegavanje sapuna (higijenu održavati samo vodom).
- Povremeno sedi u toploj, ali ne vreloj kupki (to može pomoći smanjenju simptoma).
- Izbegava česta ispiranje. Iako se mnoge žene osećaju čistije ako se ispiraju nakon perioda ili odnosa, ali to može pogoršati vaginalni iscedak, jer preterano ispiranje uklanja zdrave bakterije koje oblažu vaginu i štite je od infekcije.
- Konzumirati jogurt sa živim kulturama ili uzmite Lactobacillus acidophilus tablete kada je žena na terapiji antibioticima. Ovo može pomoći u sprečavanju gljivičnih infekcija.
- Koristite kondome da bi se izbegla zarazu ili širenje drugih infekcija.
- Izbegavati korišćenje ženskih higijenskih sprejeva, mirisa ili praška u području genitalija.
- Izbegavati nošenje uskih pantalona ili kratkih gaćica. One mogu izazvati iritaciju i znojenje.
- Nositi pamučno donje rublje ili pamučne čarape. Izbegavajte donje rublje od svile ili najlona. To može povećati znojenje u području genitalija, što dovodi do ubrzanog rasta gljivica.
- Održavati nivo šećera u krvi pod dobrom kontrolom (kod žena koje boluju od dijabetesa).
- Izbegavati nošenje vlažnih kupaćih kostima i/ili vežbanje u dužem vreme.
- Oprati znojnu ili mokru odeću nakon svake upotrebe.

## Literatura
- James, William D.; Berger, Timothy G.;  . (2006). Andrews' Diseases of the Skin: clinical Dermatology. Saunders Elsevier. стр. 309. ISBN 978-0-7216-2921-6.
- Delaloye, J.; Calandra, T. (јануар 2014). „Invasive candidiasis as a cause of sepsis in the critically ill patient”. Virulence. 5 (1): 161—9. PMC 3916370 . PMID 24157707. doi:10.4161/viru.26187.
- Mayer, F. L.; Wilson, D.; Hube, B. (фебруар 2013). „Candida albicans pathogenicity mechanisms”. Virulence. 4 (2): 119—28. PMC 3654610 . PMID 23302789. doi:10.4161/viru.22913.
- Yapar N (2014). „Epidemiology and risk factors for invasive candidiasis”. Ther Clin Risk Manag. 10: 95—105.
- Falagas, M. E.; Roussos, N.; Vardakas, K. Z. (новембар 2010). „Relative frequency of albicans and the various non-albicans Candida spp among candidemia isolates from inpatients in various parts of the world: a systematic review”. Int the Journal of Infectious Diseases. 14 (11): e954—66..
- Hachem, Ray; Hanna, Hend; Kontoyiannis, Dimitrios; Jiang, Ying; Raad, Issam (јун 2008). „The changing epidemiology of invasive candidiasis”. Cancer. 112 (11): 2493—9. doi:10.1002/cncr.23466..
- Trofa, D.; Gácser, A.; Nosanchuk, J. D. (октобар 2008). „Candida parapsilosis, an emerging fungal pathogen”. Clinical Microbiology Reviews. 21 (4): 606—25. PMC 2570155 . PMID 18854483. doi:10.1128/CMR.00013-08.

## Spoljašnje veze
- Vulvovaginal Candidiasis (језик: енглески)

|  | Molimo Vas, obratite pažnju na važno upozorenje u vezi sa temama iz oblasti medicine (zdravlja). |